# 就実大学
就実大学（しゅうじつだいがく、英語: Shujitsu University）は、岡山県岡山市中区西川原1-6-1に本部を置く日本の私立大学。1904年創立、1979年大学設置。大学の略称は就大。

## 概要
基本理念
「去華就実」の精神を全ての就実人の精神的規範とする。「去華就実」とは、外面的華美に走ることなく、実質的・本質的な意味における人間性の豊かさに価値を置き、内面の充実に努めることによって、その実現を追求してやまない能動的かつ創造的な精神の営為を意味する。
基本目標
「実地有用」の人材育成と、個性的で活力にあふれる大学の創造を目指す。
実践指針
1. 学生一人ひとりの個性を尊重しつつ、社会性をそなえた人材を育成する。
2. 学生一人ひとりの潜在能力を引き出し、人間性豊かな人材を育成する。
3. 学生一人ひとりの思いを大切にする。
4. 大学の諸活動には常に積極的かつ真摯に取り組む。
5. 地域社会の知の拠点としての立場を認識し、積極的に地域貢献に寄与する。

系列校に就実短期大学、就実中学校・高等学校、就実小学校、就実こども園（就実大学・就実短期大学附属幼稚園・保育所）がある。また、2019年8月、岡山県岡山市北区に、就実大学薬学部附属薬局が開局した。

## 沿革

### 年表

#### 明治
- 1904年（明治37年）4月6日 - 私立岡山実科女学校を創設
- 1905年（明治38年）10月11日 - 私立岡山実科女学校財団が発足
- 1908年（明治41年）2月19日 - 従来の本科を私立実科高等女学校に改称し、別に私立岡山実科女学校を存置
- 1911年（明治44年）10月18日 - 私立実科女学校を就実高等女学校に改称

#### 昭和
- 1942年（昭和17年）
  - 3月31日 - 岡山実科女学校廃止（1944年3月全部廃止）
  - 6月17日 - 就実高等女学校を岡山県就実高等女学校に校名変更
- 1947年（昭和22年）3月31日 - 岡山県就実中学校設置認可
- 1948年（昭和23年）4月1日 - 岡山県就実高等学校設置認可
- 1951年（昭和26年）3月6日 - 学校法人岡山県就実学園寄付行為認可
- 1953年（昭和28年）4月1日 - 岡山就実短期大学開学。家政科設置
- 1979年（昭和54年）4月1日 - 就実女子大学として開学。文学部日本文学科、英米文学科設置
- 1980年（昭和55年）4月1日 - 法人名を就実学園に変更
- 1985年（昭和60年）4月1日 - 文学部に史学科増設

#### 平成
- 1999年（平成11年）4月1日 - 就実女子大学大学院（男女共学）設置。文学研究科に日本語学・日本文学専攻修士課程、英語学・英米文学専攻修士課程、史学専攻修士課程を設置
- 2003年（平成15年）4月1日 - 就実女子大学を就実大学に校名変更。文学部を人文科学部に名称変更。また、日本文学科を表現学科に、英米文学科を実践英語学科に、史学科を総合歴史学科に名称変更。男女共学の薬学部増設（生物薬学科、医療薬学科）
- 2004年（平成16年）4月1日 - 人文科学部を男女共学に変更
- 2006年（平成18年）4月1日 - 薬学部を6年制に移行し、生物薬学科と医療薬学科を薬学科の一学科に改組（2011年3月に生物薬学科、医療薬学科を廃止）
- 2007年（平成19年）4月1日 - 人文科学部に初等教育学科を増設
- 2009年（平成21年）4月1日 - 大学院文学研究科を名称変更・改組し、人文科学研究科人文科学専攻修士課程とする
- 2011年（平成23年）4月1日 - 教育学部を増設（初等教育学科、教育心理学科）。大学院人文科学研究科に初等教育学専攻修士課程を増設。認定こども園就実こども園（就実大学・就実短期大学附属幼稚園・保育所）開園
- 2012年（平成24年）4月1日 - 大学院に医療薬学研究科疾病治療薬学専攻博士課程を増設
- 2014年（平成26年）4月1日 - 経営学部経営学科を増設
- 2015年（平成27年）
  - 4月1日 - 大学院に教育学研究科教育学専攻修士課程を増設。大学附属施設就実大学心理教育相談室を開設
  - 4月4日 新校舎（鉄骨6階 延べ約6900平方メートル）が完成し、竣工式[2]

#### 令和
- 2025年（令和7年）4月1日 - 教育学部教育心理学科を改組し、心理学部心理学科を開設予定。教育学部初等教育学科を教育学科に名称変更予定。

## 学部・学科
- 人文科学部
  - 表現文化学科
    - 日本文学コース
    - 日本語コース
    - 表現創造コース

  - 実践英語学科
    - 英語コミュニケーションコース
    - 英米文化コース
    - 通訳翻訳コース

  - 総合歴史学科
    - 日本史コース
    - ヨーロッパ・アメリカ史コース
    - アジア史コース
    - 歴史遺産コース
- 教育学部
  - 初等教育学科（2025年4月教育学科へ名称変更）
    - 乳幼児教育コース
    - 小学校教育コース
    - 特別支援教育コース

  - 教育心理学科（2025年4月学生募集停止）
- 心理学部（2025年4月開設予定）
  - 心理学科
    - 心理データサイエンスコース
    - 社会・産業心理コース
    - 臨床心理コース
    - 教育・健康心理コース
- 薬学部
  - 薬学科（6年制）
- 経営学部
  - 経営学科
    - 地域経営コース
    - 国際経営コース
    - 経営実践コース

### 大学院
- 人文科学研究科
  - 人文科学専攻（修士課程）
    - 言語・文化・歴史探求分野
    - 表現・実践・歴史活用分野

  - 初等教育学専攻（修士課程）
- 医療薬学研究科
  - 疾病治療薬学専攻（博士課程）
    - 最適薬物療法学分野
    - 病態解析診断薬学分野
- 教育学研究科
  - 教育学専攻（修士課程）
    - 初等教育学コース
    - 幼児教育学コース
    - 養護教育学コース
    - 特別支援教育学コース
    - 教育臨床心理学コース

### 附属施設
- 吉備地方文化研究所 - 人文知の拠点として吉備地方文化の理解に繋がる研究を行い、地域文化の発展に寄与することを目的とする研究所[3]。研究調査・資料収集を行う他、研究会・公開講座などを開催している。
- 図書館 - 蔵書は約34万冊、座席数約400席、約50万冊の書籍の収容が可能[4]。
- 臨床薬学教育実習センター - 大学病院薬剤部と同規模施設の実習環境のもとで、実習を通して薬剤師業務の全般を学ぶ実習施設[5]。
- 就実教育実践研究センター（教育学部二学科と就実短期大学幼児教育学科との共同運営） - 乳幼児教育・初等教育及び教員養成に関する教育・実践・研究を行い、地域の教育・保育の充実振興に寄与することを目的とした施設[6]。
- 就実こども園（就実大学・就実短期大学附属幼稚園・保育所）
- 就実大学心理教育相談室 - 一般利用者の心理的な相談を受ける場としての機能と、就実大学大学院生の実地研修の場としての機能を果たす施設[7]。

## 最寄駅

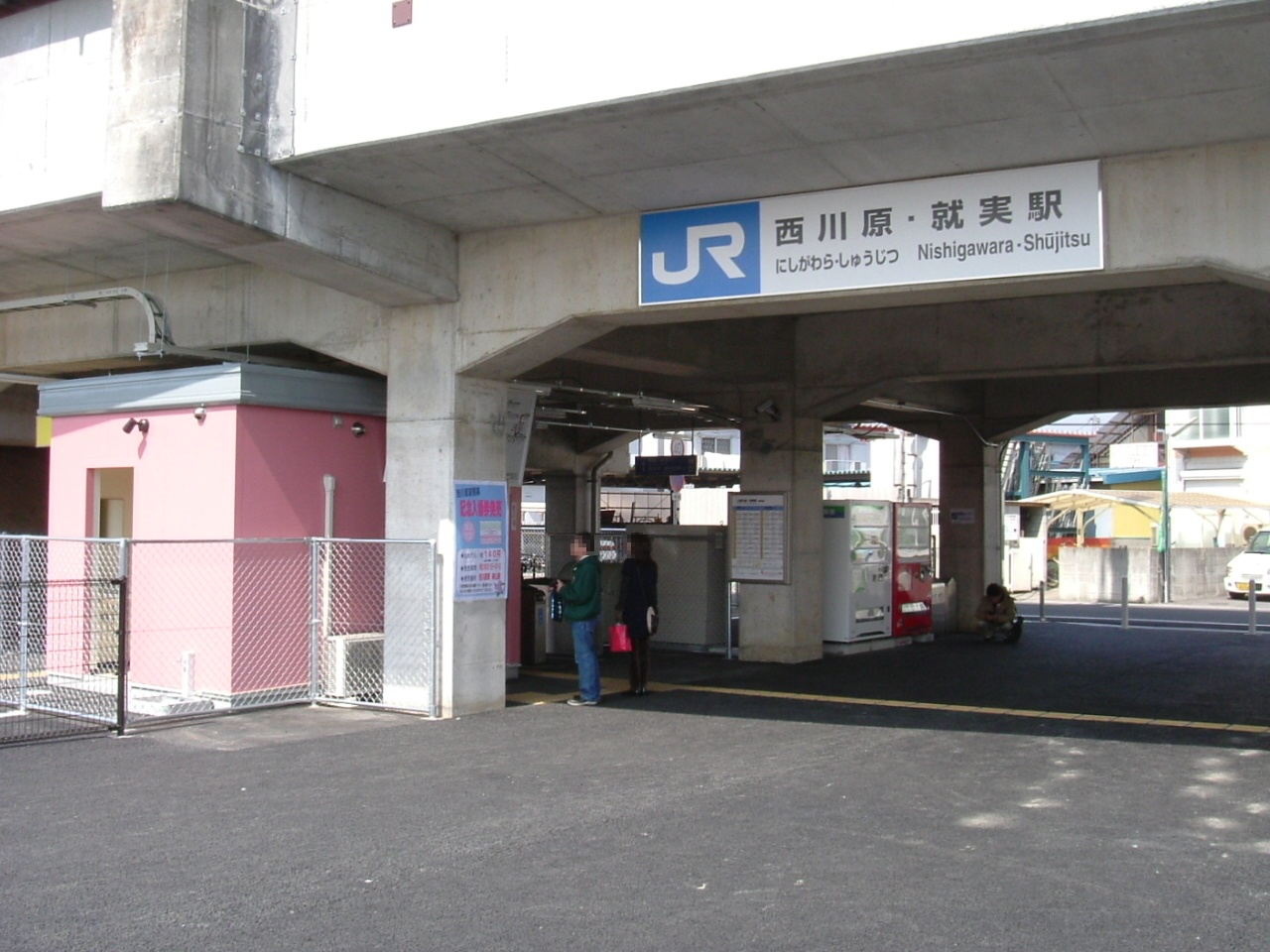
最寄りの西川原駅。就実大学の学生だけでなく、周辺の中高生、住民も利用する場となっている。

- 西川原駅徒歩3分。

## 主な卒業者
- 藤本紅美 - アナウンサー
- 森田恵子 - アナウンサー
- 沢田知代 - サッカー